# Matija Išpanović
Matija Išpanović (Subotica,  11. veljače 1874. – 30. travnja 1935. je bački hrvatski književnik. 
U Subotici je završio osnovunu školu i gimnaziju. Preparandiju je pohađao u Kalači.
Radio je kao učitelj od 1894. Bikiću i poslije u Pavlovcu, pri čemu se isticao u širenju nacionalne svijesti među bunjevačkim Hrvatima salašarima. Nakon tri godine je postao školskim upraviteljem u Subotici.
Nakon što je došao u Suboticu, nastavlja s preporodnim djelatnostima, a od onda surađiva i s tiskovinama bačkih Hrvata: Nevenom i Danicom.
Svojim djelima je ušao u antologiju proze bunjevačkih Hrvata iz 1971., sastavljača Geze Kikića, u izdanju Matice hrvatske.